# Chloroclystis mediofasciata
Chloroclystis mediofasciata är en fjärilsart som beskrevs av Karl Dietze 1913. Chloroclystis mediofasciata ingår i släktet Chloroclystis och familjen mätare. Inga underarter finns listade i Catalogue of Life.